# Samthaus Louis Schmidt

Mit „Lindener Samt“ warb das Fachwerkhaus aus dem 16. Jahrhundert auf der Leineinsel Klein-Venedig

Das Samthaus Louis Schmidt in Hannover war ein Mitte des 19. Jahrhunderts gegründetes, international tätiges Versandhaus, insbesondere für Samt und Plüsch-Stoffe sowie Hersteller von Jagd-, Sport- und Arbeitsgarderobe.

## Geschichte

Der Firmengründer Georg Heinrich Louis Schmidt (1832–1914)

Eine gute „Partie an der Leine:“ Sammete offerierte Louis Schmidt im zweiten Haus links der Leintorbrücke;
Ansichtskarte Nr. 56167 von Stengel & Co.;
1927 von Ludwig Schmidt aus der Friedrichstraße 12 versandt an Fritz Hunke in Cöln

Blick von der Leintorbrücke durch die Ernst-August-Straße in Richtung Calenberger Neustadt; das zweite Haus rechts ist das Samthaus Schmidt;
Ansichtskarte von Georg Kugelmann, „Verlag Herm. Müller“, versandt vom Ehepaar Schmidt als Geburtstagskarte zum 19. Mai 1912 an Anna Hunke in Köln, „Pfitzengraben 17 oder 19 I“

Der Firmengründer Georg Heinrich Louis Schmidt wurde 1832 noch vor Beginn der Industriellen Revolution im Königreich Hannover geboren und durchlief zunächst die Ausbildungen als Posamentier und Knopfmacher, zwei der im 19. Jahrhundert auch in den Adressbüchern der Residenzstadt Hannover noch jahrzehntelang verzeichneten Berufe, bevor er nach seiner Wanderzeit den Meistertitel erwerben konnte. Damit ausgestattet, konnte Schmidt nach Maßgabe der noch aus dem Mittelalter stammenden Zunftordnung ein Unternehmen eröffnen. 1857 eröffnete er seine Firma „Louis Schmidt“ in dem historischen Brauhaus in der Ernst-August-Straße 2, ein Fachwerkhaus aus der Zeit um 1540 an der Ecke zur Rademacherstraße auf der sogenannten „Leineinsel Klein-Venedig.“ Die nach König Ernst August benannte Adresse lag in Verlängerung der Schlossstraße beinahe unmittelbar an der Residenz, dem Leineschloss.
Durch die im Zuge des Deutschen Krieges 1866 und der Annexion Hannovers durch Preußen folgende Gewerbefreiheit konnte Louis Schmidt sein Produktportfolio zunächst um Weißwaren sowie Woll- und Kurzwaren ergänzen. Doch erst während der Gründerzeit des Deutschen Kaiserreichs nahm er 1873 die Artikel „Lindener Samt“ in sein Warensortiment auf: Die aus dem nahegelegenen seinerzeitigem Industrieort Linden stammenden Stoffe wurden dort durch tausende Arbeiter, darunter auch Jungen und Mädchen, in der seinerzeit größten Fabrik ihrer Art in Europa fabriziert – der Mechanischen Weberei, anstelle des dort später errichteten Ihme-Zentrums.
Aus der Familie des Samthändlers stammte die Anna Schmidt, die um 1890 den Unternehmer Johannes Kühl heiratete, den Fabrikanten der Deutschen Hundekuchen-Fabrik.

„Linden-Sammet“; Plakat von Änne Koken;
Vierfarbdruck, Illustrirte Zeitung, 1911

Nach der Übernahme des Samthauses im Jahre 1894 durch Ludwig Schmidt, den Sohn des Firmengründers, gestaltete dieser das Unternehmen ab 1897 in ein reines Spezialgeschäft für Lindener Samte um, und errichtete zudem eine Versandabteilung: Das bald international und bis nach Übersee exportierende Unternehmen, das Anfang des 20. Jahrhunderts auf seinen Briefköpfen unter anderem als „einziges Spezial-Sammet-Versandhaus Deutschlands“ warb, wurde 1904 durch Kaiser Wilhelm II. mit dem „Prädikat eines Hoflieferanten Sr. Majestät des Kaisers und Königs“ ausgezeichnet.
Einige Jahre ergänzte das Samthaus Louis Schmidt sein Angebot auch um Samte und Plüsch-Stoffe aus der Stadt Krefeld.
1908 nahm Ludwig Schmidt einen Teilhaber für die neu errichtete Filiale unter der Adresse Waidmarkt 18 in Köln auf: Fritz Hunke wurde Mitinhaber und auch Leiter des Filialgeschäftes am Rhein, das im Ersten Weltkrieg 1918 während eines Luftangriffes durch französische Fliegertruppen Opfer einer Bombe wurde; und mit ihm drei junge mit der Firma und den Familien verbundene Menschen.
In Hannover hingegen hatte der Kriegsausbruch 1914 den bereits geplanten Abriss des jahrhundertealten Kulturdenkmals zunächst verhindert, ebenso wie einen Neubau an selber Stelle.
Zur Zeit der Weimarer Republik erwarb Ludwig Schmidt für die Firma ein Geschäftshaus in der – damaligen Georgstraße 2, um für spätere Zeiten ein. und nach der Deutschen Hyperinflation hatte das Unternehmen mit der Produktion selbstgefertigter Sportgarderobe aus verschiedenen Jagd-, Sport- und Arbeitsstoffen begonnen: Für ihre Exponate in Hannover auf der Jubiläums-Jagdausstellung des Allgemeinen Deutschen Jagdschutz-Vereins (ADJV), Landesverband Hannover vom 20. bis 29. März 1925 wurde dem Samthaus Louis Schmidt die Goldene Medaille zuerkannt.
Zudem hatte das Samthaus nach dem Krieg sein Angebot erweitert: Neben Plüschen vor allem für Mäntel sowie als „Manchester“ bezeichnetes Cord-Gewebe hatte die oftmals von weit her anreisende Kundschaft auch Kleiderseiden zur Auswahl – nicht in einem vielfach erwarteten großen Prachtkaufhaus, sondern in einem uralten Spitzgiebelgebäude mit verwinkelten Räumen und Gewölben: Das Samthaus Lous Schmidt zählte in der ersten Hälfte des 20. Jahrhunderts zu den größten Sehenswürdigkeiten Hannovers – und wurde im Zweiten Weltkrieg durch die Luftangriffe auf Hannover zerstört.